# Erik Nielsen (fodboldspiller)
 For alternative betydninger, se Erik Nielsen. (Se også artikler, som begynder med Erik Nielsen)
Erik Nielsen (født 12. december 1937) er en tidligere dansk fodboldlandsholdsspiller fra Brønshøj Boldklub. Han er far til den tidligere landsholdsspiller Kent Nielsen. 
Erik Nielsen spillede 1 A-landskamp, som foregik i Leipzig mod DDR, i 1962.. Det blev desuden til 3 B-, 3 U21- og 2 U19-landskampe, før debuten på A-landsholdet.
Det blev til 328 førsteholdkampe for Brønshøj Boldklub mellem 1956 og 1969. Dette kampantal var klubrekord indtil 1989, hvor den blev overgået af Leif Sørensen. I sin tid i Brønshøj blev Erik Nielsen endvidere udtaget til den årlige kamp mellem København og Provinsen to gange (1960 og 1962).
Erik Nielsen er tillige far til Tommy Nielsen, som også spillede en stor mængde kampe (286) for Brønshøj Boldklub.